# Achaya (distrito)
Achaya é um distrito do Peru, departamento de Puno, localizada na província de Azángaro.

## Transporte
O distrito de Achaya é servido pela seguinte rodovia:
- PE-34B, que liga o distrito de Juliaca à cidade de Ayapata[1][2][3]